# Stadtkirche Labiau
Die Stadtkirche in Labiau war eine Feldsteinkirche vom Ende des 14. Jahrhunderts und neben dem Königsberger Dom die einzige dreischiffige Hallenkirche im nördlichen Ostpreußen. Bis 1945 war sie die evangelische Pfarrkirche für das Kirchspiel der Stadt Labiau (heute: Polessk) in der russischen Oblast Kaliningrad (Gebiet Königsberg (Preußen)).

## Geographische Lage
Die heute Polessk genannte Kreisstadt liegt vier Kilometer südlich des Kurischen Haffs an der russischen Fernstraße A 190 (ehemalige deutsche Reichsstraße 126), die von Kaliningrad (Königsberg) nach Bolschakowo (Groß Skaisgirren, 1938–1946 Kreuzingen) führt. Die Stadt ist außerdem Bahnstation an der Bahnstrecke Kaliningrad–Sowetsk (Königsberg–Tilsit). Der Standort der Kirche lag im Zentrum der Stadt unweit des alten Marktplatzes und wird heute von einem mehrstöckigen Wohnhaus überdeckt.

## Kirchengebäude
Bei der Labiauer Stadtkirche handelte es sich um eine dreischiffige chorlose Hallenkirche aus verputztem Feldstein. Mit dem vorgesetzten Westturm aus Ziegeln ging ihre Gründung auf das Ende des 14. Jahrhunderts zurück. Bereits 1545 soll sie renoviert bzw. umgebaut worden sein. So erfolgte die Unterteilung des Raumes in drei Schiffe sowie die Einwölbung erst nachträglich. Das Zellengewölbe war auf die Mitte des 16. Jahrhunderts zu datieren. In die Seitenschiffe waren Emporen eingebaut.
Im Jahre 1871 fand eine grundlegende Renovierung der Kirche statt, wobei beschädigte Einrichtung durch eine neue ersetzt wurde. Die Kanzel erhielt ihren Platz über dem schlichten Altar an der Ostwand.
Im Jahre 1701 erhielt die Kirche ine von Johann Josua Mosengel erbaute Orgel, die 1870 durch einen Neubau von Wilhelm Sauer in Frankfurt (Oder) ersetzt worden war. Die beiden Glocken stammten aus dem Jahre 1837.
Das Kirchengebäude wurde im Zweiten Weltkrieg beschädigt, im Jahre 1958 stand noch der Kirchturm mit Spitze, und auch die Gewölbe waren noch erhalten. Es drohte jedoch der Verfall. In den 1960er Jahren wurde das Bauwerk abgetragen, um Baumaterial zu gewinnen. Die Fundamente verwendete man für den Neubau eines fünfstöckigen unverputzten Wohnhauses, das jetzt den Platz der Kirche einnimmt.

## Kirchengemeinde
Eine Kirche wurde in Labiau bereits im 13. Jahrhundert gegründet. In den 1520er Jahren hielt hier die Reformation Einzug, sodass hier bereits 1532 ein lutherischer Geistlicher amtierte. Ab dem Jahre 1622 kam ein zweiter Geistlicher hinzu, der vor allem die litauischen Belange der Gemeinde sorgte. Dieser sog. „litauische Pfarrer“ war bis 1719 zugleich Rektor der Stadtschule. 
Labiau gehörte zu den größeren Kirchengemeinden in der Kirchenprovinz Ostpreußen. So zählte das weitflächige Kirchspiel im Jahr 1925 insgesamt 8904 Gemeindeglieder, die in der Stadt Labiau bzw. in 42 größeren und kleineren Orten in einem Landstreifen zwischen Rinderort (heute russisch: Saliwino) am Kurischen Haff im Norden sowie Friedrichsburg (heute russisch: Furmanowka) im Süden, von Fischerdörfern, Wiesendörfern und mehreren großen Gütern geprägt.
Bis 1945 gehörte die Gemeinde der Stadtkirche Labiau zum Kirchenkreis Labiau in der Kirchenprovinz Ostpreußen der Kirche der Altpreußischen Union.
Aufgrund von Flucht und Vertreibung in Folge des Zweiten Weltkrieges sowie der nachfolgenden restriktiven Religionspolitik der Sowjetunion kam das kirchliche Leben in Labiau wie im ganzen nördlichen Ostpreußen zum Erliegen. 
Erst in den 1990er Jahren beildete sich in Polessk wieder eine evangelisch-lutherische Gemeinde. Sie ist jetzt eine Filialgemeinde der Auferstehungskirche in Kaliningrad (Königsberg) in der Propstei Kaliningrad der Evangelisch-lutherischen Kirche Europäisches Russland.

### Kirchspielorte
Die Labiauer Kirchengemeinde zählte neben der Stadt Labiau 42 Ortschaften im Umland:
| Name                                            | Änderungsname 1938–1946 | Russischer Name |  | Name                           | Änderungsname 1938–1946 | Russischer Name |
| ----------------------------------------------- | ----------------------- | --------------- |  | ------------------------------ | ----------------------- | --------------- |
| *Adlig Bärwalde                                 |                         | Iwanowka        |  | Klein Naujock                  | Erlenwald               |                 |
| (Adlig) Goltzhausen bis 1916: Adlig Bielkenfeld |                         | Iwanowka        |  | Klein Pöppeln                  |                         |                 |
| (Alt) Pustlauken                                | Hallenau                | Lugowoje        |  | Klein Reikeninken              | Kleinreinken            |                 |
| (Alt) Rinderort                                 |                         | Saliwino        |  | Kleinhof                       |                         |                 |
| Brandlauken                                     | Brandfelde              | Swobodny        |  | Kreutzweg                      | Kreuzweg                |                 |
| Bulbeckshöfchen bis 1912: Bulbeckshof           |                         |                 |  | *Labagienen                    | Haffwinkel              | Saliwino        |
| Eichwalde                                       |                         |                 |  | Neu Bärwalde                   |                         | Iwanowka        |
| Friedrichsburg                                  |                         | Furmanowka      |  | Neu Pustlauken                 |                         |                 |
| *Gartendorf                                     |                         |                 |  | Neu Rinderort                  |                         |                 |
| Glückshöfen                                     |                         |                 |  | Neuhof Kreis Labiau            |                         |                 |
| *Grabenhof                                      |                         |                 |  | Ottoburg                       |                         |                 |
| Groß Bärwalde                                   |                         | Iwanowka        |  | Peldszen, 1936–1938: Peldschen | Deimemünde              |                 |
| Groß Ernstburg                                  |                         |                 |  | Radtkenhöfen                   |                         |                 |
| Groß Naujock                                    | Hindenburg              |                 |  | Rehwinkel                      |                         |                 |
| Groß Pöppeln                                    |                         | Retschki        |  | Steinfeld                      |                         | Trudowoi        |
| Groß Reikeninken                                | Reiken                  | Podsobny        |  | *Stellienen                    | Deimetal                | Lugowoje        |
| *Hindenburg bis 1918: Groß Friedrichsgraben I   |                         | Belomorskoje    |  | Thegenwalde                    |                         |                 |
| Imbärwalde                                      |                         | Iwanowka        |  | Viehof                         |                         | Tjulenino       |
| Jourlauken                                      | Kleinkreuzweg           |                 |  | Waldhausen                     |                         | Druschnoje      |
| Klein Bärwalde                                  |                         | Iwanowka        |  | Werderhof                      |                         |                 |
| Klein Ernstburg                                 |                         | Iwanowka        |  | Westenhöfen                    |                         |                 |

### Pfarrer
Als Pfarrer amtierten an der Stadtkirche in Labiau die Geistlichen:
1. Pfarrstelle:
- Laurentius N., 1532
- NN., 1535
- Melchior Schwarzhorn, 1541–1545
- Simon Hahn, 1545–1549
- Matthäus Vogel, 1549–1551
- Hieronymus Nutzelius, 1551–1552
- Johann Putrigallus, 1552
- Georg Junghenlein, 1552–1562
- Johannes Bretke, 1562–1587
- David Landenberg, 1587
- Joachim Schenk, 1589–1616
- Johann Wichmann, 1616–1638
- Georg Matthiae, 1638–1656
- Georg Schrötel, 1656–1691
- Johann Klausgall, 1691–1693
- Christian Willam, 1693–1694
- David von Thein, 1694–1709
- Johannes Mrosoviuas, 1710–1713
- Friedrich Oehlert, 1713–1731
- Gottfried Friedrich Grube, 1719–1723
- Wilhelm Friedrich Beckherr, 1731–1768
- Gottfried Dingen, 1768–1787[12]
- Gottlieb Reinhold Weiß, 1787–1820[12]
- Johann Ephraim Reichel, 1820–1839[12]
- Ernst Wilhelm Gottlieb Huwe, 1840–1866
- Heinrich Elias Lehmann, 1866–1893[13]
- Max Rudolf Gustav Adolf Kelch, 1893–1894
- Karl Nikolaiski, 1894–1924
- Georg Kern, 1924–1932
- Anton Cäsar Doskocil, 1932–1945

2. Pfarrstelle:
- Jacob Wollenberg, 1622–1624
- Heinrich Cäsar, bis 1627
- Johann Faber, 1627–1630
- Elias Sperber, bis 1630
- Georg Matthiae, 1630–1638
- Andreas Riese, 1639–1643
- Simon Meder, 1643–1677
- Christian Willam, 1677–1693
- Christian Neubeccius, 1693–1695
- Petrus Rehwend, 1696–1707
- Georg Friedrich Zimmermann, 1707–1711
- Gotthelf Schultz, 1711–1713
- Johann Großmann, 1713–1719
- Gottfried Friedrich Grube, 1719–1723
- Wilhelm Heinrich Beckherr, 1723–1731
- Erhard Wolf, 1731–1736
- Georg Ernst Klemm, 1736–1741
- Johann Jacob Schröder, 1742–1749
- Johann Friedau, 1749–1760
- Reinhold Ortlieb, 1749–1758
- Johann Christoph Jordan, 1758–1760
- Friedrich Albrecht Fleischmann, 1760–1762
- Christian Michael Poetsch, 1762–1775[12]
- Johann Schöneich, 1775–1778[12]
- Gottlieb Reinhold Weiß, 1778–1787[12]
- Friedrich Naugardt, 1787–1796[12]
- Karl Bulbeck, 1798–1800[12]
- Friedrich Wilhelm Ferdinand Mielke, 1800–1807[12]
- Otto Ulrich Settegast, 1808–1809[12]
- Johannes Rakowski, 1809–1821[12]
- Heinrich Adolf Krüger, 1822–1825[12]
- Christoph Böhmer, 1827–1829[12]
- Adolf August Eduard Kuwert, 1829–1832[12]
- Karl Wilhelm Otto Glogau, 1832–1840[12]
- Ferdinand Ephraim Wenger, 1840–1849
- Johann Fuchs, 1850–1855
- Otto Ohlert, 1855–1860
- Heinrich Elias Lehmann, 1860–1866
- Gottlieb Jäger, 1867
- Albrecht Hoffheinz, 1868–1875
- Carl Heinrich Bernhard Moeller, 1875–1882
- Paul Friedrich, 1887–1896
- Richard Gehlhaar, 1896–1906
- Bernhard Herford, 1907–1938
- Helmut Vierzig, 1939–1945

Pfarrer Johannes Bretke befasste sich ab 1579 in Labiau mit der Übersetzung der Bibel in die Litauische Sprache. 1580 hatte er bereits das Neue Testament und die Psalmen übersetzt. Nach seinem Wechsel an die St.-Elisabeth-Kirche in Königsberg im Jahre 1587 übersetzte er dort das Alte Testament. Das Gesamtwerk war 1590 fertig. 1589 erschien bereits sein litauisches Gesangbuch.